# Johan Strömer
Johan Strömer, född 19 maj 1666 på Strömsholms slott i Kolbäck, död 8 maj 1739 i Örebro, var en svensk  präst.
Johan Strömer var son till slottsfogden Jonas Ericsson. Som barn ansågs han som mycket begåvad och fick därför studera vid Västerås gymnasium. Därefter fortsatte han sina studier vid Uppsala universitet men redan utan examen erbjöds han en lektorstjänst i Västerås. Han valde dock att fortsätta sina studier utomlands men innan han for gifte han sig vid hemkomsten fyra år senare kom han hem lagom i tid för att bevista sin hustrus begravning. Hustruns död fick honom att ändra inriktning på sina studier och han valde att beträda den kyrkliga banan. Efter sin prästutbildning anställdes han som predikant vid Kungsörs kungsgård 1700, då han alltså blev kunglig hovpredikant. 
Befattningen som kyrkoherde i Örebro fick Strömer som belöning efter ett kyrkomöte i Västerås, då preses för mötet plötsligt insjuknade och ingen av de äldre prästerna oförberedd tordes överta sysslorna. Strömer hade endast varit präst i ett år, men detta till trots tog han på sig det tunga ansvaret att leda kyrkomötet och dessutom med stor framgång. Detta kom till Karl XII:s kännedom som gav honom uppdraget att bli kyrkoherde för Örebro församling 1704 och Nikolaikyrkan i Örebro. Förutom teologi visade Strömer stora kunskaper i matematik och fysik. Strömer var riksdagsman för prästeståndet 1710–1727.
Strömer var gift första gången 1694 med Elisabeth Eriksdotter Ångerman (1666–1698), vilken var dotter till gästgivaren Erik Hansson Ångerman och Maria Göransdotter Folcker samt syster till Johan Upmarck Rosenadler, och andra gången med Maria Buller. Han var far till Mårten Strömer och ytterligare sex barn, varav några fick administrativa uppgifter av kronan.